# Vinay (Isère)
Vinay é uma comuna francesa na região administrativa de Auvérnia-Ródano-Alpes, no departamento de Isère. Estende-se por uma área de 16,01 km². Em 2010 a comuna tinha 4 370 habitantes (densidade: 273 hab./km²).

## Cidades-irmãs
- San Possidonio, Itália (2013)